# 2019冠状病毒病湖北省疫情
| 地区                                                      | 现存确诊 | 累计确诊 | 死亡 | 治愈  |
| 湖北省                                                    | 4        | 68314    | 4512 | 63799 |
| --------------------------------------------------------- | -------- | -------- | ---- | ----- |
| 武汉市                                                    | 4        | 50465    | 3869 | 46595 |
| 孝感市                                                    | 0        | 3518     | 129  | 3389  |
| 鄂州市                                                    | 0        | 1395     | 59   | 1336  |
| 荆门市                                                    | 0        | 971      | 41   | 930   |
| 荆州市                                                    | 0        | 1582     | 52   | 1530  |
| 仙桃市                                                    | 0        | 575      | 22   | 553   |
| 宜昌市                                                    | 0        | 931      | 37   | 894   |
| 潜江市                                                    | 0        | 198      | 9    | 189   |
| 襄阳市                                                    | 0        | 1175     | 40   | 1135  |
| 黄石市                                                    | 0        | 1016     | 38   | 976   |
| 随州市                                                    | 0        | 1307     | 45   | 1262  |
| 十堰市                                                    | 0        | 672      | 8    | 664   |
| 天门市                                                    | 0        | 498      | 15   | 483   |
| 黄冈市                                                    | 0        | 2912     | 125  | 2787  |
| 恩施州                                                    | 0        | 252      | 7    | 245   |
| 咸宁市                                                    | 0        | 836      | 15   | 821   |
| 神农架林区                                                | 0        | 11       | 0    | 11    |
| 截至2021年12月8日（確診個案數據包含已痊癒病例和死亡病例） |          |          |      |       |

2019冠状病毒病湖北省疫情，介紹在2019冠狀病毒病疫情中，在中华人民共和国湖北省（武汉市除外）发生的情況。截至2021年12月8日24时，湖北省累计报告确诊病例68315例，累计治愈出院63799例，累计病亡4512例，现有确诊病例4例。

## 时间线

### 2020年1月
2020年1月21日，湖北省卫健委报告黄冈市新增12例确诊病例，其中包含医生1例、护士4例。
1月21日，湖北省荆州市已发现新型冠状病毒感染的肺炎确诊病例6例，襄阳、宜昌、十堰、荆门、咸宁、鄂州、恩施、仙桃、天门、潜江等多地发现疑似病例。
1月22日，襄阳市新增新型冠状病毒感染的肺炎疑似病例28例，累计达到31例。
1月24日，鄂州市报告确诊新型冠状病毒感染的肺炎病例1例、疑似新型冠状病毒感染的肺炎病例13例。1月24日12时至24时，新增疑似病例17例，累计达到30例。
1月25日，据黄石市防控指挥部消息，黄石市首次报告确诊新型冠状病毒感染的肺炎病例31例，其中死亡1例。湖北省卫健委翌日通报，襄阳市、咸宁市亦首次报告确诊病例，分别为2例和43例。其余地区新增确诊病例分别是：十堰市15例、宜昌市19例、荆州市23例、荆门市17例、孝感市29例、黄冈市58例、随州市31例、恩施州6例、仙桃市1例、天门市2例；其余地区新增死亡病例分别是：荆州市2例、荆门市1例、黄冈市2例；新增出院病例中，武汉市新增8例、黄冈市新增2例。
1月27日，湖北省卫健委通报，1月26日0-24时湖北省报告新型冠状病毒感染的肺炎新增确诊病例371例，新增死亡病例24例，新增出院病例2例。除武汉市外的新增病例包括：黄石市5例、十堰市20例、襄阳市34例、宜昌市11例、荆州市14例、荆门市52例、鄂州市19例、孝感市45例、黄冈市32例、咸宁市21例、随州市16例、恩施州8例、仙桃市1例、天门市8例、潜江5例（首次报告）。除武汉市外的新增死亡病例包括：荆门市2例、孝感市1例、黄冈市2例、潜江市1例。同日，荆州市首例新型冠状病毒感染的肺炎治愈者出院。
1月28日，湖北省卫健委通报，1月27日0-24时湖北省报告新型冠状病毒感染的肺炎新增确诊病例1291例，新增死亡病例24例。除武汉市外的新增病例包括：黄石市新增17例、十堰市新增25例、襄阳市新增34例、宜昌市新增20例、荆州市新增24例、荆门市新增24例、鄂州新增37例、孝感市新增73例、黄冈市新增59例、咸宁市新增27例、随州市新增18例、恩施州新增13例、仙桃市新增15例、天门市新增10例，潜江新增2例，神农架林区新增1例（首次报告）。除武汉市外的新增死亡病例包括：天门市2例。同日，长江财险董事长、原黄石市市长杨晓波因重症肺炎去世，享年57岁。
1月29日，湖北省卫健委通报，1月28日0-24时湖北省报告新型冠状病毒感染的肺炎新增确诊病例840例，新增死亡病例25例。除武汉市外的新增病例包括：黄石市新增33例、十堰市新增23例、襄阳市新增61例、宜昌市新增12例、荆州市新增30例、荆门市新增28例、鄂州新增27例、孝感市新增101例、黄冈市新增111例、咸宁市新增21例、随州市新增46例、恩施州新增13例、仙桃市新增5例、天门市新增11例，潜江市新增1例，神农架林区新增2例。除武汉市外的新增死亡病例包括：孝感市2例，荆门、鄂州、黄冈、天门各1例。當日，中央指导组派出督查组，赶赴黄冈市进行督查核查。而黄冈市卫健委主任唐志红在督導組詢問下含糊其辭。2天後唐志红被免職。
1月30日，湖北省卫健委通报，1月29日0时-24时湖北省新增新型冠状病毒感染的肺炎病例1032例，新增死亡37例，新增出院10例。除武汉市外的新增病例包括：黄石市27例、十堰市31例、襄阳市32例、宜昌市54例、荆州市50例、荆门市49例、鄂州39例、孝感市125例、黄冈市172例、咸宁市18例、随州市27例、恩施州15例、仙桃市23例、天门市10例、潜江2例、神农架林区2例。除武汉市外的新增死亡病例包括：荆州市1例、鄂州市1例、孝感市3例、黄冈市7例。除武汉市外的新增出院病例包括：黄冈市3例。
1月31日，湖北省卫健委通报，1月30日0时-24时湖北省新增新型冠状病毒感染的肺炎病例1220例，新增死亡42例，新增出院26例。除武汉市外的新增病例包括：黄石市55例、十堰市31例、襄阳市123例、宜昌市50例、荆州市70例、荆门市36例、鄂州市66例、孝感市142例、黄冈市77例、咸宁市36例、随州市85例、恩施州9例、仙桃市35例、天门市23例、潜江市2例、神农架林区2例。除武汉市外的新增死亡病例包括：荆门市1例、鄂州市4例、孝感市3例、仙桃市1例、天门市3例。除武汉市外的新增出院病例包括：孝感市2例、黄冈市1例、神农架林区2例。
1月31日，中共中央政治局常委、国务院总理、中央应对新型冠状病毒感染肺炎疫情工作领导小组组长李克强主持召开领导小组会议，同意湖北省将春节假期适当延长，人在湖北、工作在外地的人员同样延长假期，暂不返回工作地。

### 2月
2月1日，湖北省人民政府办公厅宣布延长春节假期至2月13日。
2月1日，湖北省卫健委通报，1月31日0时-24时，湖北省新增新型冠状病毒感染的肺炎病例1347例（其中：武汉市576例、黄石市41例、十堰市27例、襄阳市61例、宜昌市109例、荆州市66例、荆门市24例、鄂州市38例、孝感市87例、黄冈市153例、咸宁市40例、随州市76例、恩施州12例、仙桃市7例、天门市15例、潜江市15例、神农架林区0例）。全省新增死亡45例（其中：武汉市33例、黄石市1例、荆州市1例、鄂州市3例、孝感市3例、黄冈市2例、随州市1例、天门市1例）。新增出院50例（其中：武汉市36例、荆州1例、荆门1例、黄冈市11例、咸宁1例）。同日，黄冈市新型冠状病毒感染的肺炎疫情防控工作指挥部发布紧急通知，明确每户家庭每两天可指派1名家庭成员上街采购生活物资，其他人员除生病就医、疫情防控工作需要、在商超和药店上班外，不得外出。
2月2日，湖北省卫健委通报，2月1日0时-24时，湖北省新增新型冠状病毒感染的肺炎病例1921例、新增死亡45例、新增出院49例。除武汉市外的新增病例包括：黄石市43例、十堰市35例、襄阳市94例、宜昌市77例、荆州市46例、荆门市78例、鄂州市51例、孝感市121例、黄冈市276例、咸宁市40例、随州市80例、恩施州18例、仙桃市43例、天门市17例、潜江市8例、神农架林区0例）。除武汉市外的新增死亡病例包括：荆门市2例、鄂州市4例、孝感市2例、黄冈市1例、随州市2例、仙桃市2例。除武汉市外的新增出院病例包括：黄石1例、荆门2例、黄冈市10例、随州市3例、恩施州1例。同日黃岡宣佈疫情防控期间，除商超、集贸市场(农贸批发市场)、药店外，其他经营性商业场所暂停营业，开业时间另行通知。
2月3日，湖北省卫健委通报，2月2日0时-24时，湖北省新增新型冠状病毒感染的肺炎病例2103例、新增死亡56例、新增出院80例。除武汉市外的新增病例包括：黄石市82例、十堰市44例、襄阳市107例、宜昌市39例、荆州市166例、荆门市16例、鄂州市28例、孝感市169例、黄冈市244例、咸宁市50例、随州市74例、恩施州6例、仙桃市29例、天门市16例。除武汉市外的新增死亡病例包括：荆州市2例、荆门市4例、鄂州市2例、黄冈市2例、随州市2例、天门市3例。同日，黄石、鄂州宣布实行居民出行管控措施，限制家庭成员上街的人数。
2月4日，湖北省卫健委通报，2月3日0时-24时，湖北省新增新型冠状病毒感染的肺炎病例2345例、新增死亡64例、新增出院101例。除武汉市外的新增病例包括：黄石市71例、十堰市35例、襄阳市84例、宜昌市60例、荆州市114例、荆门市55例、鄂州市26例、孝感市202例、黄冈市176例、咸宁市52例、随州市183例、恩施州12例、仙桃市19例、天门市2例、潜江市9例、神农架林区3例。除武汉市外的新增死亡病例包括：襄阳市1例、宜昌市2例、荆州市1例、荆门市3例、鄂州市3例、孝感市3例、黄冈市2例、随州市1例。除武汉市外的新增出院病例包括：黄石市1例、十堰市4例、宜昌市1例、荆州市3例、鄂州市2例、孝感市2例、黄冈市9例。
2月5日，湖北省卫健委通报，2月4日0时-24时，湖北省新增新型冠状病毒感染的肺炎病例3156例、新增死亡65例、新增出院125例。除武汉市外的新增病例包括：黄石市104例、十堰市27例、襄阳市103例、宜昌市44例、荆州市100例、荆门市22例、鄂州市50例、孝感市342例、黄冈市223例、咸宁市36例、随州市65例、恩施州15例、仙桃市37例、天门市11例、潜江市10例。除武汉市外的新增死亡病例包括：襄阳市1例、宜昌市1例、荆州市2例、荆门市2例、孝感市1例、黄冈市6例、随州市2例、仙桃市1例。除武汉市外的新增出院病例包括：黄石市8例、十堰市3例、襄阳市6例、宜昌市7例、荆州市3例、荆门市10例、鄂州市2例、孝感市2例、黄冈市11例、咸宁市1例、随州市6例、恩施州1例。
2月6日，湖北省卫健委通报，2月5日0时-24时，湖北省新增新型冠状病毒感染的肺炎病例2987例，新增死亡70例，新增出院113例。除武汉市外的新增病例包括：孝感市424例、黄冈市162例、随州市128例、荆州市88例、荆门市86例、宜昌市67例、黄石市57例、襄阳市52例、鄂州市41例、仙桃市40例、十堰市35例、咸宁市15例、天门市10例、潜江市10例、恩施州6例。除武汉市外的新增死亡病例包括：宜昌市2例、荆州市1例、荆门市1例、孝感市7例、黄冈市4例、咸宁市1例、随州市1例、仙桃市1例。除武汉市外的新增出院病例包括：黄石市7例、十堰市5例、襄阳市3例、荆州市9例、荆门市5例、鄂州市2例、孝感市3例、黄冈市10例、咸宁市1例、恩施州4例、天门市1例。
2月7日，湖北省卫健委通报，2月6日0时-24时，湖北省新增新型冠状病毒感染的肺炎病例2447例，新增死亡69例，新增出院184例。除武汉市外的新增病例包括：孝感市255例、黄冈市90例、荆州市84例、随州市81例、黄石市69例、襄阳市51例、鄂州市48例、宜昌市47例、荆门市45例、咸宁市44例、十堰市42例、仙桃市42例、天门市25例、恩施州13例、潜江市10例。除武汉市外的新增死亡病例包括：襄阳市1例、宜昌市1例、黄冈市3例。除武汉市外的新增出院病例包括：黄石市6例、十堰市10例、襄阳市19例、宜昌市2例、荆州市4例、荆门市3例、鄂州市1例、孝感市16例、黄冈市6例、咸宁市3例、仙桃市11例。
2月8日，湖北省卫健委通报，2月7日0时-24时，湖北省新增新型冠状病毒感染的肺炎病例2841例，新增死亡81例，新增出院298例。除武汉市外的新增病例包括：孝感市172例、黄冈市144例、鄂州市98例、襄阳市69例、黄石市68例、荆州市56例、仙桃市52例、十堰市43例、随州市38例、荆门市35例、咸宁市33例、宜昌市23例、天门市16例、潜江市6例、恩施州3例。除武汉市外的新增死亡病例包括：襄阳市2例、宜昌市1例、荆州市1例、荆门市1例、鄂州市2例、孝感市1例、黄冈市4例、咸宁市1例、潜江市1例。除武汉市外的新增出院病例包括：黄石市12例、十堰市9例、襄阳市2例、宜昌市13例、荆州市7例、荆门市12例、鄂州市2例、孝感市13例、黄冈市37例、咸宁市6例、随州市14例、恩施州3例、仙桃市3例、潜江市1例。
2月9日，湖北省卫健委通报，2月8日0时-24时，湖北省新增新型冠状病毒肺炎病例2147例，新增死亡81例，新增出院324例。除武汉市外的新增病例包括：孝感市123例、黄冈市100例、襄阳市81例、宜昌市78例、荆门市75例、鄂州市70例、黄石市57例、荆州市56例、随州市31例、十堰市29例、仙桃市20例、天门市18例、咸宁市17例、恩施州11例、潜江市2例。除武汉市外的新增死亡病例包括：黄冈市7例、孝感市3例、襄阳市2例、荆州市2例、咸宁市2例、荆门市1例、鄂州市1例。除武汉市外的新增出院病例包括：黄冈市32例、鄂州市31例、宜昌市12例、荆门市12例、咸宁市11例、黄石市10例、襄阳市9例、十堰市7例、孝感市7例、恩施州7例、荆州市4例、仙桃市2例、潜江市1例。
2月10日，湖北省卫健委通报，2月9日0时-24时，湖北省新增新型冠状病毒肺炎病例2618例，新增死亡91例，新增出院356例。除武汉市外的新增病例包括：黄冈市115例、孝感市105例、鄂州市89例、随州市65例、襄阳市57例、黄石市52例、荆州市48例、宜昌市45例、仙桃市37例、恩施州21例、天门市20例、十堰市14例、咸宁市14例、荆门市12例、潜江市3例。除武汉市外的新增死亡病例包括：孝感市4例、鄂州市3例、襄阳市2例、荆州市2例、黄冈市2例、仙桃市2例、黄石市1例、荆门市1例、随州市1例。除武汉市外的新增出院病例包括：黄冈市52例、孝感市36例、咸宁市21例、荆门市15例、黄石市14例、荆州市12例、天门市9例、宜昌市7例、十堰市6例、鄂州市6例、恩施州4例、神农架林区4例、襄阳市2例、潜江市1例。
2月11日，湖北省卫健委通报，2月10日0时-24时，湖北省新增新冠肺炎病例2097例，新增死亡103例，新增出院427例。除武汉市外的新增病例包括：孝感市101例、黄冈市80例、鄂州市65例、随州市46例、襄阳市44例、天门市44例、黄石市30例、荆州市30例、十堰市24例、宜昌市23例、仙桃市22例、荆门市15例、恩施州8例、咸宁市8例、潜江市5例。除武汉市外的新增死亡病例包括：孝感市8例、黄冈市7例、仙桃市4例、襄阳市3例、黄石市2例、荆州市2例、鄂州市2例、恩施州2例、随州市2例、十堰市1例、荆门市1例、咸宁市1例、潜江市1例。除武汉市外的新增出院病例包括：黄冈市90例、孝感市58例、仙桃市25例、黄石市15例、十堰市13例、鄂州市13例、荆州市10例、宜昌市9例、襄阳市7例、咸宁市7例、恩施州7例、荆门市6例、随州市3例、天门市2例。
2月12日，湖北省卫健委通报，2月11日0时-24时，湖北省新增新冠肺炎病例1638例，新增死亡94例，新增出院417例。除武汉市外的新增确诊病例包括：孝感市109例、鄂州市71例、黄冈市66例、荆门市40例、黄石市39例、荆州市35例、随州市34例、天门市32例、十堰市31例、襄阳市25例、仙桃市22例、宜昌市12例、咸宁市10例、恩施州8例。除武汉市外的新增死亡病例包括：孝感市4例、荆州市4例、荆门市3例、黄冈市2例、鄂州市2例、仙桃市2例、潜江市2例、黄石市1例、恩施州1例、咸宁市1例。除武汉市外的新增出院病例包括：黄冈市59例、孝感市40例、随州市25例、荆州市24例、黄石市14例、咸宁市14例、荆门市12例、十堰市11例、襄阳市11例、鄂州市11例、宜昌市10例、恩施州7例、潜江市5例、仙桃市2例、神农架1例。。
同日，香港政府證實有10名香港人在湖北確診，分屬3個家庭，7人在武漢，3人在恩施，6人已安排入住醫院，4人自行求診。
2月13日，湖北省卫健委通报，2月12日0时-24时，湖北省新增新冠肺炎病例14840例(含临床诊断病例13332例)，新增病亡242例（含临床诊断病例135例），新增出院802例（含临床诊断病例423例）。全省新增确诊病例包括：武汉市13436例、黄石市37例、十堰市26例、襄阳市13例、宜昌市26例、荆州市321例、荆门市231例、鄂州市204例、孝感市123例、黄冈市264例、咸宁市9例、随州市31例、恩施州26例、仙桃市20例、天门市69例、潜江市4例。全省新增病亡病例包括：武汉市216例、黄石市3例、襄阳市1例、宜昌市3例、荆州市2例、鄂州市2例、孝感市4例、黄冈市4例、咸宁市1例、随州市2例、恩施州1例、仙桃市3例。全省新增出院病例包括：武汉市538例、黄石市17例、十堰市11例、襄阳市6例、宜昌市10例、荆州市22例、荆门市11例、鄂州市23例、孝感市28例、黄冈市89例、咸宁市19例、随州市11例、恩施州10例、仙桃市5例、天门市1例、神农架林区1例。。
2月14日，湖北省卫健委通报，2月13日0时-24时，湖北省新增新冠肺炎病例4823例(含临床诊断病例3095例)，新增病亡116例（含临床诊断病例8例），新增出院690例（含临床诊断病例214例）。全省新增确诊病例包括：武汉市3910例、黄石市32例、十堰市24例、襄阳市10例、宜昌市67例、荆州市54例、荆门市21例、鄂州市69例、孝感市135例、黄冈市163例、咸宁市200例、随州市46例、恩施州8例、仙桃市20例、天门市54例、潜江市10例。全省新增病亡病例包括：武汉市88例、黄石市2例、十堰市1例、襄阳市3例、宜昌市2例、荆州市4例、荆门市1例、鄂州市2例、孝感市8例、黄冈市1例、咸宁市1例、随州市2例、仙桃市1例。全省新增出院病例包括：武汉市370例、黄石市24例、十堰市8例、襄阳市7例、宜昌市9例、荆州市57例、荆门市13例、鄂州市21例、孝感市48例、黄冈市77例、咸宁市15例、随州市10例、恩施州10例、仙桃市10例、天门市8例、潜江市3例。
同日，首次正式披露全國醫護人員感染情況：截至2月11日24時，全省醫護人員確診1502宗，是全國醫護人員感染的87.5%，全省所有確診個案的4.5%，其中武漢1102宗。
2月15日，湖北省卫健委通报，2月14日0时-24时，湖北省新增新冠肺炎病例2420例(含临床诊断病例1138例、核减前一日临床诊断病例22例)，新增病亡139例（含临床诊断病例34例），新增出院912例（含临床诊断病例263例）。全省新增确诊病例包括：武汉市1923例(含临床诊断病例922例)、咸宁市108例(含临床诊断病例97例)、孝感市105例(含临床诊断病例68例)、鄂州市67例(含临床诊断病例21例)、荆州市43例(核减临床诊断病例12例)、黄石市37例(含临床诊断病例16例)、宜昌市29例(含临床诊断病例16例)、随州市28例(核减临床诊断病例2例)、黄冈市26例、襄阳市17例(含临床诊断病例4例)、仙桃市14例、十堰市12例(核减临床诊断病例1例)、潜江市12例(含临床诊断病例10例)、天门市8例(核减临床诊断病例2例)、恩施州7例(含临床诊断病例6例)、荆门市6例(核减临床诊断病例5例)。全省新增病亡病例包括：武汉市107例(含临床诊断病例30例)、黄冈市9例、孝感市5例、荆州市5例(含临床诊断病例3例)、荆门市3例(含临床诊断病例1例)、随州市3例、黄石市2例、襄阳市2例、宜昌市2例、鄂州市1例。全省新增出院病例包括：武汉市486例(含临床诊断病例231例)、黄冈市107例(含临床诊断病例3例)、鄂州市83例、孝感市58例、黄石市33例(含临床诊断病例4例)、荆州市33例(含临床诊断病例13例)、咸宁市28例(含临床诊断病例10例)、随州市24例、恩施州13例、襄阳市12例、十堰市11例(含临床诊断病例2例)、宜昌市11例、荆门市7例、仙桃市5例、潜江市1例。
2月16日，湖北省卫健委通报，2月15日0时-24时，湖北省新增新冠肺炎病例1843例(含临床诊断病例888例)，新增病亡139例，新增出院849例。全省新增确诊病例包括：武汉市1548例、孝感市87例、潜江市50例、鄂州市38例、天门市25例、随州市22例、襄阳市16例、荆州市12例、咸宁市12例、仙桃市9例、黄石市8例、荆门市7例、黄冈市6例、十堰市5例、恩施州3例、宜昌市核减5例。全省新增病亡病例包括：武汉市110例、黄冈市7例、宜昌市6例、荆州市4例、孝感市3例、随州市3例、荆门市2例、黄石市1例、襄阳市1例、鄂州市1例、潜江市1例。全省新增出院病例包括：武汉市413例、黄冈市105例、荆州市71例、宜昌市48例、孝感市40例、襄阳市29例、咸宁市25例、仙桃市24例、鄂州市23例、黄石市22例、随州市17例、十堰市16例、天门市6例、荆门市5例、恩施州5例。
2月17日，湖北省卫健委通报，2月16日0时-24时，湖北省新增新冠肺炎病例1933例，新增病亡100例，新增出院1016例。全省新增确诊病例包括：武汉市1690例、孝感市78例、鄂州市44例、天门市38例、潜江市16例、随州市13例、襄阳市11例、荆州市11例、十堰市10例、咸宁市9例、黄冈市8例、仙桃市8例、荆门市6例、恩施州2例、黄石市核减5例、宜昌市核减6例。全省新增病亡病例包括：武汉市76例、孝感市5例、黄冈市3例、宜昌市3例、荆门市3例、随州市2例、仙桃市2例、咸宁市2例、荆州市1例、黄石市1例、襄阳市1例、鄂州市1例。全省新增出院病例包括：武汉市543例、黄冈市122例、孝感市96例、荆州市42例、襄阳市37例、咸宁市29例、随州市27例、鄂州市22例、仙桃市20例、宜昌市16例、荆门市15例、黄石市14例、天门市12例、十堰市10例、潜江市6例、恩施州5例。同日上午8时，神农架林区最后两例新冠肺炎确诊患者治愈出院。至此，神农架林区成为湖北第一个确诊病例全部治愈的地级行政区。
2月18日，湖北省卫健委通报，2月17日0时-24时，湖北省新增新冠肺炎病例1807例，新增病亡93例，新增出院1223例。全省新增确诊病例包括：武汉市1600例、鄂州市65例、孝感市41例、荆州市36例、天门市15例、十堰市14例、仙桃市13例、随州市11例、宜昌市9例、襄阳市8例、咸宁市7例、潜江市3例、黄石市2例、恩施州1例、黄冈市核减3例、荆门市核减15例。全省新增病亡病例包括：武汉市72例、黄冈市6例、黄石市5例、孝感市5例、襄阳市1例、荆州市1例、鄂州市1例、随州市1例、天门市1例。全省新增出院病例包括：武汉市761例、黄冈市103例、孝感市74例、随州市58例、荆州市34例、襄阳市31例、宜昌市30例、咸宁市23例、鄂州市21例、十堰市18例、天门市16例、仙桃市14例、荆门市11例、黄石市9例、恩施州9例、潜江市9例、神农架林区2例。
2月19日，湖北省卫健委通报，2月18日0时-24时，湖北省新增新冠肺炎病例1693例，新增病亡132例，新增出院1266例。全省新增确诊病例包括：武汉市1660例、孝感市24例、仙桃市18例、黄冈市16例、十堰市12例、鄂州市4例、荆州市4例、宜昌市3例、随州市2例、襄阳市2例、荆门市1例、咸宁市核减36例、天门市核减14例、黄石市核减2例、恩施州核减1例。全省新增病亡病例包括：武汉市116例、孝感市7例、黄石市5例、黄冈市1例、襄阳市1例、宜昌市1例、鄂州市1例、随州市1例、恩施州核减1例。全省新增出院病例包括：武汉市676例、黄冈市118例、荆州市70例、随州市56例、孝感市49例、襄阳市48例、黄石市47例、荆门市38例、鄂州市36例、仙桃市28例、宜昌市22例、咸宁市21例、十堰市20例、天门市18例、潜江市13例、恩施州6例。
2月20日，湖北省卫健委通报，2月19日0时-24时，湖北省新增新冠肺炎病例349例，新增病亡108例，新增出院1209例。全省新增确诊病例包括：武汉市615例、仙桃市5例、十堰市3例、随州市3例、襄阳市2例、黄冈市核减5例、鄂州市核减5例、恩施州核减5例、天门市核减13例、孝感市核减15例、黄石市核减16例、宜昌市核减16例、荆州市核减31例、咸宁市核减66例、荆门市核减107例。全省新增病亡病例包括：武汉市88例、孝感市7例、黄冈市2例、宜昌市2例、荆州市2例、黄石市1例、襄阳市1例、鄂州市1例、荆门市1例、随州市1例、潜江市1例、天门市1例。全省新增出院病例包括：武汉市553例、孝感市101例、黄冈市90例、襄阳市64例、天门市60例、随州市54例、鄂州市49例、咸宁市43例、荆州市42例、黄石市37例、仙桃市35例、十堰市23例、宜昌市23例、荆门市20例、潜江市9例、恩施州6例。
2月20日，湖北宣布省內除疫情防控必需外各类企业不早于3月10日复工。
2月21日，湖北省卫健委通报，2月20日0时-24时，湖北省新增新冠肺炎病例411例，新增病亡115例，新增出院1451例。全省新增确诊病例包括：武汉市319例、黄石市7例、十堰市13例、襄阳市3例、宜昌市4例、荆州市7例、荆门市6例、鄂州市5例、孝感市17例、黄冈市17例、随州市4例、恩施州1例、仙桃市1例、天门市4例、潜江市3例。全省新增病亡病例包括：武汉市99例、黄石市1例、襄阳市1例、宜昌市1例、荆门市3例、鄂州市1例、孝感市5例、黄冈市3例、随州市1例。全省新增出院病例包括：武汉市766例、黄石市40例、十堰市22例、襄阳市49例、宜昌市19例、荆州市80例、荆门市28例、鄂州市25例、孝感市98例、黄冈市125例、咸宁市45例、随州市78例、恩施州10例、仙桃市26例、天门市32例、潜江市8例。实际上，湖北省卫健委最初通报的数字与国家卫健委通报的631例有差距。同日中午，湖北省卫健委发布消息称，因湖北省监狱没有接入传染病疫情网络报告系统，2月20日接到监狱部门手工报卡后，经审核确认，截至2月20日24时，监狱部门报告的271例新冠肺炎确诊病例中有51例前期已纳入相关地区统计并公布，其余220例确诊病例和10例疑似病例纳入2月20日疫情数据进行公布。在271例确诊病例中，湖北省武汉女子监狱确诊230例，湖北省沙洋汉津监狱确诊41例，均为输入型病例。而湖北省武汉女子监狱监狱长被免职，湖北省沙洋汉津监狱一名干警被给予党内严重警告处分。
同日下午，湖北省卫健委副主任涂远超表示近期发布的疫情数据调整引起社会高度关注。根据最新的诊疗方案，此前的“临床诊断”病例因不满足核酸检测阳性，不再划分为确诊病例，所以确诊病例出现核减。对此，刚到任的中共湖北省委书记应勇明确要求对已确诊的病例不允许核减，已核减的必须全部加回，对相关责任人要查清事实，严肃问责。同日晚11时，湖北省卫健委将2月19日核减的病例数重新加回到确诊病例，并对当日新增病例数进行订正，总订正病例数量为426例。
2月22日，湖北省卫健委通报，2月21日0时-24时，湖北省新增新冠肺炎病例366例，新增病亡106例，新增出院1767例。全省新增确诊病例包括：武汉市314例、黄冈市16例、荆州市6例、黄石市5例、随州市4例、十堰市3例、仙桃市3例、襄阳市2例、孝感市2例、荆门市2例、鄂州市2例、咸宁市2例、恩施州1例、天门市1例、潜江市1例、神农架林区1例，监狱1例。全省新增病亡病例包括：武汉市90例、黄冈市5例、孝感市4例、襄阳市2例、黄石市1例、宜昌市1例、咸宁市1例、随州市1例、潜江市1例。全省新增出院病例包括：武汉市992例、孝感市146例、黄冈市134例、荆州市81例、荆门市67例、襄阳市59例、随州市57例、黄石市52例、咸宁市45例、天门市33例、十堰市28例、宜昌市23例、仙桃市21例、鄂州市11例、潜江市10例、恩施州5例、监狱3例。
2月23日，湖北省卫健委通报，2月22日0时-24时，湖北省新增新冠肺炎病例630例，新增病亡96例，新增出院1742例。全省新增确诊病例包括：武汉市541例、黄石市4例、十堰市8例、宜昌市3例、荆州市8例、荆门市4例、鄂州市4例、孝感市14例、黄冈市5例、随州市4例、天门市1例、潜江市2例、监狱32例。全省新增病亡病例包括：武汉市82例、黄石市1例、襄阳市2例、荆州市1例、鄂州市1例、孝感市4例、黄冈市3例、随州市1例、天门市1例。全省新增出院病例包括：武汉市965例、黄石市51例、十堰市28例、襄阳市61例、宜昌市16例、荆州市69例、荆门市65例、鄂州市31例、孝感市161例、黄冈市132例、咸宁市40例、随州市55例、恩施州6例、仙桃市17例、天门市34例、潜江市11例、监狱0例（另有5例已纳入相关市州作了统计报告）。
2月24日，湖北省卫健委通报，2月23日0时-24时，湖北省新增新冠肺炎病例398例，新增病亡149例，新增出院1439例。全省新增确诊病例包括：武汉市348例、孝感市22例、宜昌市7例、黄石市4例、鄂州市4例、随州市3例、潜江市3例、十堰市2例、荆门市2例、仙桃市2例、襄阳市1例。全省新增病亡病例包括：武汉市464例、孝感市17例、黄石市3例、十堰市2例、宜昌市2例、荆州市2例、鄂州市2例、随州市2例、仙桃市2例、襄阳市1例、天门市1例、潜江市1例。全省新增出院病例包括：武汉市772例、黄冈市119例、孝感市99例、襄阳市58例、荆州市53例、随州市53例、黄石市48例、鄂州市48例、咸宁市47例、荆门市28例、十堰市26例、天门市26例、恩施州23例、仙桃市20例、宜昌市15例、潜江市4例。
2月25日，湖北省卫健委通报，2月24日0时-24时，湖北省新增新冠肺炎病例499例，新增病亡68例，新增出院2116例。全省新增确诊病例包括：武汉市464例、孝感市17例、黄石市3例、十堰市2例、宜昌市2例、荆州市2例、鄂州市2例、随州市2例、仙桃市2例、襄阳市1例、天门市1例、潜江市1例。全省新增病亡病例包括：武汉市56例、黄冈市3例、随州市3例、孝感市2例、黄石市1例、十堰市1例、襄阳市1例、鄂州市1例。全省新增出院病例包括：武汉市1391例、孝感市151例、黄冈市101例、襄阳市72例、咸宁市59例、随州市50例、仙桃市48例、黄石市44例、荆门市43例、荆州市42例、鄂州市31例、宜昌市24例、天门市24例、十堰市22例、潜江市9例、恩施州5例。
2月26日，湖北省卫健委通报，2月25日0时-24时，湖北省新增新冠肺炎病例401例，新增病亡52例，新增出院2058例。全省新增确诊病例包括：武汉市370例、孝感市19例、黄石市3例、荆门市2例、鄂州市2例、宜昌市1例、荆州市1例、随州市1例、天门市1例、潜江市1例。全省新增病亡病例包括：武汉市42例、孝感市3例、荆州市2例、黄石市1例、宜昌市1例、黄冈市1例、随州市1例、潜江市1例。全省新增出院病例包括：武汉市1456例、黄冈市92例、襄阳市60例、孝感市60例、咸宁市56例、黄石市51例、随州市51例、鄂州市47例、荆州市46例、荆门市37例、宜昌市34例、十堰市33例、仙桃市21例、恩施州7例、天门市4例、潜江市3例。
2月27日，湖北省卫健委通报，2月26日0时-24时，湖北省新增新冠肺炎病例409例，新增病亡26例，新增出院2288例。全省新增确诊病例包括：武汉市383例、孝感市15例、黄石市2例、宜昌市2例、荆州市2例、鄂州市2例、荆门市1例、随州市1例、潜江市1例。全省新增病亡病例包括：武汉市19例、黄冈市3例、黄石市1例、襄阳市1例、荆州市1例、鄂州市1例。全省新增出院病例包括：武汉市1535例、孝感市234例、黄冈市96例、鄂州市68例、襄阳市48例、咸宁市47例、荆州市45例、随州市41例、荆门市39例、宜昌市34例、黄石市28例、十堰市24例、天门市21例、仙桃市19例、恩施州6例、潜江市3例。
2月28日，湖北省卫健委通报，2月27日0时-24时，湖北省新增新冠肺炎病例318例，新增病亡41例，新增出院3203例。全省新增确诊病例包括：武汉市313例、宜昌市2例、荆门市1例、孝感市1例、潜江市1例。全省新增病亡病例包括：武汉市28例、黄冈市4例、十堰市3例、襄阳市1例、宜昌市1例、荆州市1例、鄂州市1例、孝感市1例、随州市1例。全省新增出院病例包括：武汉市2498例、孝感市173例、黄冈市93例、鄂州市74例、襄阳市52例、随州市47例、荆州市46例、黄石市40例、咸宁市37例、宜昌市33例、仙桃市32例、荆门市26例、天门市25例、十堰市17例、恩施州8例、潜江市2例。
2月29日，湖北省卫健委通报，2月28日0时-24时，湖北省新增新冠肺炎病例423例，新增病亡45例，新增出院2492例。全省新增确诊病例包括：武汉市420例、鄂州市1例、孝感市1例、恩施州1例。全省新增病亡病例包括：武汉市37例、随州市2例、黄石市1例、十堰市1例、襄阳市1例、鄂州市1例、孝感市1例、黄冈市1例。全省新增出院病例包括：武汉市1726例、孝感市252例、黄冈市78例、鄂州市62例、随州市57例、荆州市52例、襄阳市49例、咸宁市33例、宜昌市33例、十堰市32例、天门市30例、荆门市29例、黄石市22例、仙桃市20例、恩施州9例、潜江市8例。

### 3月
3月1日，湖北省卫健委通报，2月29日0时-24时，湖北省新增新冠肺炎病例570例，新增病亡34例，新增出院2292例。全省新增确诊病例包括：武汉市565例、黄石市1例、十堰市1例、荆门市1例、鄂州市1例、黄冈市1例。全省新增病亡病例包括：武汉市26例、鄂州市3例、孝感市3例、襄阳市1例、咸宁市1例。全省新增出院病例包括：武汉市1675例、孝感市168例、荆州市69例、黄冈市52例、襄阳市48例、宜昌市44例、荆门市41例、随州市38例、鄂州市37例、仙桃市30例、黄石市22例、十堰市20例、咸宁市15例、潜江市12例、恩施州11例、天门市9例、神农架林区1例。
3月2日，湖北省卫健委通报，3月1日0时-24时，湖北省新增新冠肺炎病例196例，新增病亡42例，新增出院2570例。全省新增确诊病例包括：武汉市193例、荆门市2例、荆州市1例。全省新增病亡病例包括：武汉市32例、荆州市2例、荆门市2例、孝感市2例、黄石市1例、鄂州市1例、黄冈市1例、天门市1例。全省新增出院病例包括：武汉市1958例、孝感市182例、黄冈市89例、荆州市62例、咸宁市38例、襄阳市35例、黄石市32例、随州市30例、鄂州市30例、宜昌市29例、仙桃市23例、天门市22例、荆门市18例、十堰市18例、潜江市3例、恩施州1例。
3月3日，湖北省卫健委通报，3月2日0时-24时，湖北省新增新冠肺炎病例114例，新增病亡31例，新增出院2410例。全省新增确诊病例包括：武汉市111例、黄冈市2例、荆门市1例。全省新增病亡病例包括：武汉市24例、黄冈市3例、随州市2例、宜昌市1例、仙桃市1例。全省新增出院病例包括：武汉市1846例、孝感市163例、黄冈市83例、宜昌市48例、荆州市48例、十堰市32例、襄阳市28例、荆门市28例、随州市28例、鄂州市26例、黄石市23例、天门市21例、咸宁市19例、仙桃市6例、潜江市6例、恩施州5例。
3月4日，湖北省卫健委通报，3月3日0时-24时，湖北省新增新冠肺炎病例115例，新增病亡37例，新增出院2389例。全省新增确诊病例包括：武汉市114例、鄂州市1例。全省新增病亡病例包括：武汉市31例、黄冈市2例、咸宁市2例、黄石市1例、鄂州市1例。全省新增出院病例包括：武汉市1859例、孝感市153例、荆州市71例、黄冈市63例、随州市44例、鄂州市40例、黄石市31例、襄阳市27例、宜昌市25例、十堰市14例、荆门市14例、潜江市14例、咸宁市10例、仙桃市10例、恩施州7例、天门市7例。
3月5日，湖北省卫健委通报，3月4日0时-24时，湖北省新增新冠肺炎病例134例，新增病亡31例，新增出院1923例。全省新增确诊病例包括：武汉市131例、鄂州市2例、黄石市1例。全省新增病亡病例包括：武汉市23例、鄂州市3例、襄阳市1例、宜昌市1例、孝感市1例、恩施州1例、天门市1例。全省新增出院病例包括：武汉市1426例、孝感市108例、黄冈市66例、荆州市54例、襄阳市40例、黄石市39例、随州市38例、鄂州市32例、宜昌市30例、十堰市22例、荆门市22例、咸宁市17例、天门市14例、潜江市9例、仙桃市4例、恩施州2例。
3月6日，湖北省卫健委通报，3月5日0时-24时，湖北省新增新冠肺炎确诊病例126例（武汉市）。无境外输入性病例。新增病亡29例，其中武汉市23例、孝感市2例、十堰市1例、鄂州市1例、黄冈市1例、恩施州1例。新增出院1487例，其中武汉市1038例、孝感市90例、荆州市57例、黄冈市54例、宜昌市46例、黄石市37例、随州市35例、襄阳市31例、恩施州19例、鄂州市18例、荆门市16例、十堰市12例、咸宁市10例、仙桃市9例、潜江市8例、天门市7例。
3月7日，湖北省卫健委通报，3月6日0—24时，湖北省新增新冠肺炎确诊病例74例（武汉市）。无境外输入性病例。新增病亡28例，其中武汉市21例、黄冈市3例、襄阳市1例、鄂州市1例、随州市1例、仙桃市1例。新增出院1502例，其中武汉市1157例、孝感市61例、黄冈市56例、随州市38例、襄阳市29例、荆门市26例、鄂州市26例、荆州市24例、宜昌市23例、黄石市18例、十堰市14例、天门市9例、咸宁市8例、仙桃市7例、恩施州5例、潜江市1例。
3月8日，湖北省卫健委通报，3月7日0—24时，湖北省新增新冠肺炎确诊病例41例（武汉市）。无境外输入性病例。新增病亡27例，其中武汉市21例、襄阳市2例、孝感市2例、宜昌市1例、荆州市1例。新增出院1543例，其中武汉市1259例、孝感市52例、黄冈市45例、鄂州市32例、随州市29例、荆州市26例、宜昌市20例、十堰市18例、襄阳市15例、荆门市15例、潜江市8例、黄石市7例、咸宁市7例、天门市6例、仙桃市4例。
3月9日，湖北省卫健委通报，3月8日0—24时，湖北省新增新冠肺炎确诊病例36例，其中武汉市36例，其他16个市州均为0例。无境外输入性病例。
3月10日，湖北新增确诊病例13例，均在武汉。新增死亡病例22例，其中武汉19例。湖北累计死亡病例3046例，累计确诊病例67773例。
3月11日，湖北新增新冠肺炎确诊病例8例，其中武汉市8例，其他16个市州均为0例。无境外输入性病例。
3月12日，湖北省卫健委通报，3月11日0—24时，湖北省新增新冠肺炎确诊病例5例（武汉市），新增病亡6例（武汉市），新增出院1255例，其中武汉市1103例、孝感市25例、鄂州市23例、黄石市17例、黄冈市15例、随州市14例、宜昌市13例、十堰市12例、荆州市12例、襄阳市7例、荆门市5例、咸宁市4例、天门市2例、潜江市2例、恩施州1例。
3月13日，湖北省卫健委通报，3月12日0—24时，湖北省新增新冠肺炎确诊病例5例，其中：武汉市5例，其他16个市州均为0例。无境外输入性病例。
3月14日，湖北省卫健委通报，3月13日0—24时，湖北省新增新冠肺炎确诊病例4例（武汉市）。无境外输入性病例。全省新增病亡13例，其中武汉市10例，鄂州市2例，荆州市1例。全省新增出院1390例，其中武汉市1254例、孝感市33例、鄂州市28例、荆门市21例、宜昌市11例、随州市11例、荆州市10例、黄冈市10例、十堰市3例、襄阳市3例、黄石市2例、咸宁市2例、恩施州2例。
3月15日，湖北省卫健委通报，3月14日0—24时，湖北省新增新冠肺炎确诊病例4例（武汉市）。无境外输入性病例。全省新增病亡10例（武汉市）。全省新增出院1335例，其中武汉市1181例、鄂州市60例、随州市21例、孝感市16例、襄阳市10例、荆州市9例、黄石市8例、黄冈市8例、宜昌市6例、仙桃市6例、荆门市4例、恩施州3例，十堰市1例、咸宁市1例、天门市1例。
3月16日，湖北省卫健委通报，3月15日0—24时，湖北省新增新冠肺炎确诊病例4例（武汉市）。无境外输入性病例。全省新增病亡14例，其中武汉市13例，孝感市1例。全省新增出院816例，其中武汉市752例、孝感市13例、黄冈市12例、荆州市9例、随州市8例、宜昌市4例、十堰市4例、鄂州市3例、襄阳市3例、仙桃市3例、黄石市2例、荆门市1例、恩施州1例、潜江市1例。同日荆州宣佈17日起撤除全部城区卡口，小区逐步解封。
3月17日，湖北省卫健委通报，3月16日0—24时，湖北省新增新冠肺炎确诊病例1例（武汉市）。无境外输入性病例。全省新增病亡12例，其中武汉市11例，咸宁市1例。全省新增出院893例，其中武汉市836例、孝感市12例、黄石市10例、荆州市6例、黄冈市6例、宜昌市5例、鄂州市5例、十堰市4例、荆门市3例、仙桃市2例，襄阳市、咸宁市、恩施州和潜江市均为1例。当天，各省市援鄂医务人员开始分批撤离，医疗队派出地的机场以水门礼迎接医疗队返程。
3月18日，湖北省卫健委通报，3月17日0—24时，湖北省新增新冠肺炎确诊病例1例（武汉市）。无境外输入性病例。全省新增病亡11例，其中武汉市10例，孝感市1例。全省新增出院896例，其中武汉市812例、黄冈市23例、孝感市19例、鄂州市10例、宜昌市8例、十堰市7例、仙桃市4例、黄石市3例、襄阳市2例、荆门市2例、恩施州2例、荆州市1例、咸宁市1例、随州市1例、天门市1例。
3月19日，湖北省卫健委通报，3月18日0—24时，湖北省新增病亡8例，其中武汉市6例，襄阳市1例，鄂州市1例。全省新增出院795例，其中：武汉市733例、孝感市24例、十堰市10例、鄂州市8例、随州市4例，荆州市、黄冈市、仙桃市、潜江市均为3例，黄石市、宜昌市、荆门市、天门市均为1例。同日，近600名荆州籍务工人员恢復前往廣東上班，湖北省赴省外务工人员開始返岗。
3月20日，湖北省卫健委通报，3月19日0—24时，湖北省新增病亡2例（武汉市）。新增出院703例，其中武汉市624例、孝感市28例、荆州市15例、随州市10例、十堰市6例、鄂州市5例，宜昌市、荆门市、仙桃市均为4例，黄石市3例。
3月21日，湖北省卫健委通报，3月20日0—24时，湖北省新增病亡7例，其中武汉市6例、荆州市1例。新增出院561例，其中：武汉市502例，鄂州市12例，孝感市11例，荆州市、荆门市、随州市均为6例，黄石市、宜昌市5例，仙桃市4例，十堰市、天门市2例。
3月22日，湖北省卫健委通报，3月21日0—24时，湖北省新增病亡5例，其中武汉市4例、鄂州市1例。新增出院490例，其中武汉市463例、随州市10例、孝感市6例、鄂州市4例、荆门市3例、荆州市2例，黄石市和仙桃市各1例。
3月23日，湖北省卫健委通报，3月22日0—24时，湖北省新增病亡9例（武汉市）。新增出院447例，其中武汉市434例，鄂州市4例，襄阳市、孝感市各3例，十堰市、宜昌市、随州市各1例。
3月24日，湖北省卫健委通报，3月23日0—24时，湖北省新增确诊病例1例（武汉市），新增病亡9例（武汉市），新增出院444例，其中：武汉市426例、孝感市7例、随州市5例、鄂州市4例，荆州市和荆门市各1例。同日湖北省新冠肺炎疫情防控指挥部宣佈武汉市以外地区3月25日起解除离鄂通道管控。武汉市4月8日起解除离汉离鄂通道管控措施。3月25日起湖北襄阳机场、许家坪机场、神农架机场正式复航。
3月25日，湖北省卫健委通报，3月24日0—24时，湖北省新增病亡3例（其中武汉市2例、黄石市1例），新增出院487例，其中武汉市472例，孝感市和仙桃市各4例，随州市2例，黄石市、宜昌市、荆州市、荆门市和鄂州市各1例。
3月26日，湖北省卫健委通报，3月25日0—24时，湖北省新增病亡6例（其中武汉市5例、荆州市1例），新增出院391例，其中武汉市382例、孝感市3例，鄂州市和随州市各2例，黄石市和潜江市各1例。
3月27日，湖北省卫健委通报，3月26日0—24时，湖北省新增病亡5例（其中武汉市4例、荆门市1例），新增出院530例，其中武汉市523例、孝感市3例、鄂州市2例、襄阳市和宜昌市各1例。
3月28日，湖北省卫健委通报，3月27日0—24时，湖北省新增病亡3例（武汉市），新增出院367例，其中武汉市360例、孝感市3例，黄石市、荆州市、荆门市和仙桃市各1例。
3月29日，湖北省卫健委通报，3月28日0—24时，湖北省新增病亡5例（武汉市），新增出院467例（武汉市）。同日，湖北省恢复除武汉天河机场外其他机场的国内客运航班和所有機場的货运航班。
3月30日，湖北省卫健委通报，3月29日0—24时，湖北省新增病亡4例（武汉市），新增出院317例，其中武汉市315例、鄂州市和潜江市各1例。
3月31日，湖北省卫健委通报，3月30日0—24时，湖北省新增病亡1例（武汉市），新增出院271例，其中武汉市269例、鄂州市2例。当天，来自20个省市的66支医疗队、7022名医护人员离开湖北，返回各省市，这是援鄂医疗队分批撤离以来返程人数最多的一天。

### 4月
4月1日，湖北省卫健委通报，3月31日0—24时，湖北省新增新冠肺炎确诊病例1例，为武汉市境外输入病例（由无症状感染者转为确诊病例）。新增病亡6例，其中武汉市5例、荆门市1例。新增出院173例（武汉市）。
4月2日，湖北省卫健委通报，4月1日0—24时，湖北省新增病亡6例（武汉市），新增出院145例（武汉市）。
4月3日，湖北省卫健委通报，4月2日0—24时，湖北省新增病亡4例（武汉市），新增出院141例（武汉市），在院确诊人数跌至1000例以下。
4月4日，湖北省新增新冠肺炎确诊病例1例，为无症状感染者转确诊。全省新增病亡4例。全省新增出院150例。以上數據均來自武漢市。
4月5日，湖北省卫健委通报，4月4日0—24时，湖北省新增病亡3例（武汉市），新增出院183例（武汉市）。
4月6日，湖北省卫健委通报，4月5日0—24时，湖北省新增病亡1例（武汉市），新增出院69例（武汉市）。
4月7日，湖北省卫健委通报，4月6日0—24时，湖北省新增出院59例（武汉市）。
4月8日，湖北省卫健委通报，4月7日0—24时，湖北省新增病亡1例（武漢市），全省新增出院69例（武漢），新增无症状感染者30例。
4月9日，湖北省卫健委通报，4月8日0—24时，湖北省新增病亡2例（武漢市），全省新增出院45例（武漢），新增无症状感染者24例。
4月10日，湖北省卫健委通报，4月9日0—24时，湖北省新增病亡1例（武漢市），全省新增出院49例（武漢），新增无症状感染者18例。
4月11日，湖北省卫健委通报，4月10日0—24时，湖北省新增病亡3例（武汉市2例，襄阳市1例），全省新增出院28例（武汉市27例，仙桃市1例），新增无症状感染者17例。
4月12日，湖北省卫健委通报，4月11日0—24时，湖北省新增出院17例（武汉市），新增无症状感染者20例。
4月13日，湖北省卫健委通报，4月12日0—24时，湖北省新增病亡2例（武漢市），新增出院57例（武汉市），新增无症状感染者17例。
4月14日，湖北省卫健委通报，4月13日0—24时，湖北省新增出院25例（武汉市），新增无症状感染者22例。
4月15日，湖北省卫健委通报，4月14日0—24时，湖北省新增出院39例（武汉市），新增病亡1例（宜昌市），新增无症状感染者32例。
4月16日，湖北省卫健委通报，4月15日0—24时，湖北省新增出院33例（武汉市），新增无症状感染者37例。
4月17日，湖北省卫健委通报，4月16日0—24时，武汉市新增出院17例，全省新增无症状感染者32例。同日下午，湖北省（武汉市）订正疫情数据，其中确诊病例核增325例、治愈出院核减965例、累计病亡核增1290例。
4月18日，湖北省卫健委通报，4月17日0—24时，武汉市新增出院7例，全省新增无症状感染者33例。
4月19日，湖北省卫健委通报，4月18日0—24时，武汉市新增出院13例，全省新增无症状感染者22例。
4月20日，湖北省卫健委通报，4月19日0—24时，武汉市新增出院4例，全省新增无症状感染者24例。同日湖北省新型冠状病毒感染肺炎疫情防控指挥部決定湖北普通高中毕业年级学生5月6日统一开学。
4月21日，湖北省卫健委通报，4月20日0—24时，武汉市新增出院3例，全省新增无症状感染者20例。同日，湖北省统计局公布2020年第一季度地区生产总值，全省地区生产总值为6379.35亿元，按可比价格计算，比上年同期下降39.2%。其中，第一产业增加值为540.68亿元，下降25.3%；第二产业增加值为2146.96亿元，下降48.2%；第三产业增加值为3691.71亿元，下降33.3%。
4月22日，湖北省卫健委通报，4月21日0—24时，武汉市新增出院5例，在院治疗人数跌至100例以下；新增无症状感染者28例。
4月23日，湖北省卫健委通报，4月22日0—24时，武汉市新增出院28例，新增无症状感染者21例。
4月24日，湖北省卫健委通报，4月23日0—24时，武汉市新增出院22例，新增无症状感染者22例。当日，武汉最後一名重症患者治癒出院，至此当地已无新冠肺炎重症病例。
4月25日，湖北省卫健委通报，4月24日0—24时，武汉市新增出院24例，新增无症状感染者20例。
4月26日，湖北省卫健委通报，4月25日0—24时，武汉市新增出院11例，新增无症状感染者19例。同日下午，国家卫生健康委员会发布消息称，武汉在院新冠肺炎患者清零。

### 5月
5月2日零时起，湖北省突发公共卫生事件应急响应级别由一级调整至二级。
5月4日，鄂州一高三学生的2019冠状病毒病核酸检测呈阳性。
5月10日，湖北省卫健委通报，5月9日武汉市新增确诊病例1例（重症）。
5月11日，湖北省卫健委通报，5月10日武汉市新增确诊病例5例。
5月19日，湖北省卫健委通报，5月18日武汉市新增确诊病例1例。湖北向2020届普通高等学校毕业生发放一次性求职创业补贴，金額為当地最低工资标准的80%。

### 6月
6月4日，湖北省最后三例确诊患者出院，这是湖北省在院患者的再次清零。
6月13日起，湖北省突发公共卫生应急响应级别由二级调整为三级。

### 8月
8月1日，湖北省新增确诊病例3例，均为境外输入病例，确诊患者均为在俄留学生。
8月7日，湖北省新增确诊病例1例，为境外输入病例（8月6日自塔吉克斯坦乘坐CZ2360航班抵达武汉天河机场）。
8月12日，荆州市新冠肺炎（2019冠状病毒病）疫情防控指挥部通报了在8月9日，荆州市开发区联合街道一名68岁女退休职工因病住院时，经冠状病毒检测为阳性的个案。该个案为2月8日确诊的冠状病毒病患者治愈数月后再次复阳的个案，非新发病例。。

### 11月
11月2日，湖北省新增新冠肺炎确诊病例4例（均为境外输入，来自印度新德里—武汉AI1314航班，已转至定点医疗机构救治）。
11月7日，湖北省新增新冠肺炎确诊病例4例（均为境外输入，来自印尼雅加达—武汉SJ3124航班，已转至定点医疗机构救治）。
11月10日，潜江市发现一例境外入潜人员核酸检测阳性。
11月14日，湖北省新增新冠肺炎确诊病例1例（为境外输入，来自印尼雅加达—武汉SJ3124航班，已转至定点医疗机构救治）。

### 12月
12月2日，湖北省新增新冠肺炎确诊病例1例（境外输入，来自巴基斯坦伊斯兰堡—武汉CZ8140航班，已转至定点医疗机构救治）。

### 2021年1月
1月20日，湖北省新增新冠肺炎确诊病例1例（境外输入，来自1月18日巴基斯坦伊斯兰堡—武汉CZ8140航班，已转至定点医疗机构救治）。

### 2021年2月
2月17日，湖北省新增新冠肺炎确诊病例1例（境外输入，来自2月16日巴基斯坦伊斯兰堡—武汉CZ8140航班，已转至定点医疗机构救治）。

### 2021年4月
4月6日，湖北省新增新冠肺炎确诊病例1例（为境外输入，来自4月5日巴基斯坦伊斯兰堡—武汉CZ8140航班）。
4月9日，湖北省新增新冠肺炎确诊病例1例（为境外输入，来自4月5日巴基斯坦伊斯兰堡—武汉CZ8140航班）。
4月14日，新增新冠肺炎确诊病例1例（为境外输入，来自4月12日巴基斯坦伊斯兰堡—武汉CZ8140航班）。
4月19日，湖北省新增新冠肺炎确诊病例1例（为境外输入，来自4月12日巴基斯坦伊斯兰堡—武汉CZ8140航班）。
4月21日，湖北省新增新冠肺炎确诊病例1例（境外输入，来自4月19日巴基斯坦伊斯兰堡—武汉CZ8140航班，已转至定点医疗机构救治）。
4月28日，湖北省新增新冠肺炎确诊病例1例（为境外输入，来自4月26日巴基斯坦伊斯兰堡—武汉CZ8140航班）。

### 2021年5月
5月18日，湖北省新增新冠肺炎确诊病例1例（为境外输入，来自4月30日马来西亚吉隆坡—广州CZ350航班）。

### 2021年6月
6月16日，湖北省新增新冠肺炎确诊病例1例（为境外输入，来自6月15日巴基斯坦伊斯兰堡—武汉CZ8140航班，已转至定点医疗机构救治）。
6月29日，湖北省新增新冠肺炎确诊病例2例（均为境外输入，均来自6月28日印度尼西亚雅加达—武汉JT2619航班，均已转至定点医疗机构救治）。

### 2021年7月
7月6日，湖北省新增新冠肺炎确诊病例25例（均为境外输入，2例来自6月28日印度尼西亚雅加达—武汉JT2619航班，22例来自7月2日阿富汗—武汉MF8008航班，1例来自7月5日印度尼西亚雅加达—武汉JT2619航班，均已转至定点医疗机构救治）。
7月12日，湖北省新增新冠肺炎确诊病例1例（为境外输入，来自7月5日印度尼西亚雅加达—武汉JT2619航班，已转至定点医疗机构救治）。
7月17日，湖北省新增新冠肺炎确诊病例1例（为境外输入，来自7月12日印度尼西亚雅加达—武汉JT2619航班，已转至定点医疗机构救治）。
7月19日，新增新冠肺炎确诊病例3例（均为境外输入，1例来自7月2日阿富汗—武汉MF8008航班，1例来自7月12日印度尼西亚雅加达—武汉JT2619航班，1例来自7月13日巴基斯坦伊斯兰堡—武汉CZ8140航班，均已转至定点医疗机构救治）。
7月22日，新增新冠肺炎确诊病例1例（为境外输入，来自7月12日印度尼西亚雅加达—武汉JT2619航班，已转至定点医疗机构救治）。
7月23日，新增新冠肺炎确诊病例1例（为境外输入，来自7月12日印度尼西亚雅加达—武汉JT2619航班，已转至定点医疗机构救治）。
7月27日，新增新冠肺炎确诊病例1例（为境外输入，来自7月26日印度尼西亚雅加达—武汉JT2619航班，已转至定点医疗机构救治）。
7月30日，黄冈市红安县在对江苏省淮安市新冠肺炎确诊病例同车次密接人员排查过程中，发现一名核酸检测阳性人员。当日起，永佳河镇区实行封控管理。

### 2021年8月
8月1日，新增新冠肺炎确诊病例2例（均为荆州市沙市区本土确诊病例，均已转至定点医疗机构救治）。
8月1日晚，武汉市经开区对江苏淮安某旅游团途经的重点区域驻留人员进行了排查，发现沌口街道一工地外来务工人员唐某，曾于7月27日在荆州高铁站候车时，与淮安某旅游团的活动轨迹存在交集。该区立即对其进行核酸检测，8月2日上午，唐某检测结果显示为阳性。当日，武汉新增7例核酸检测阳性人员活动轨迹全部查清，均为省外关联病例，其中3例为确诊病例，4例为无症状感染者。
8月3日，新增新冠肺炎确诊病例9例（均为武汉市本土确诊病例，均已转至定点医疗机构救治）。
8月4日，新增新冠肺炎确诊病例1例（为荆门市本土确诊病例，已转至定点医疗机构救治）。
8月5日0时至16时，荆门高新区•掇刀区新增2例新冠肺炎确诊病例，武汉市报告3例确诊病例，12例无症状感染者。当日湖北省新增新冠肺炎确诊病例6例（均为本土确诊病例，武汉市3例，荆门市3例，均已转至定点医疗机构救治）。
8月6日，湖北省新增新冠肺炎本土确诊病例9例（其中武汉市6例，荆门市3例）。
8月7日，新增新冠肺炎确诊病例6例（均为武汉市本土确诊病例，均已转至定点医疗机构救治）。
8月8日，湖北省新增新冠肺炎确诊病例3例（均为本土确诊病例，武汉市2例，荆门市1例，均已转至定点医疗机构救治）。
8月9日，湖北省新增新冠肺炎确诊病例15例（均为本土确诊病例，荆门市10例，武汉市4例，黄冈市1例，均已转至定点医疗机构救治）；新增无症状感染者18例（均为本土无症状感染者，荆门市12例，武汉市3例，黄冈市3例）。
8月10日，湖北省新增新冠肺炎确诊病例14例（均为本土确诊病例，荆门市7例，武汉市3例，黄冈市3例，鄂州市1例，均已转至定点医疗机构救治）；新增无症状感染者6例（本土5例，荆门市5例；境外输入1例，来自8月9日印度尼西亚雅加达—武汉JT2619航班），转确诊8例（均为本土无症状感染者转为确诊病例，荆门市4例，黄冈市3例，鄂州市1例）。
8月11日，湖北省新增新冠肺炎确诊病例10例（均为本土确诊病例，荆门市6例，武汉市4例，均已转至定点医疗机构救治）；新增无症状感染者13例（本土10例，武汉市8例，荆门市2例；境外输入3例，来自8月10日巴基斯坦伊斯兰堡—武汉CZ8140航班）。
8月12日，湖北省新增新冠肺炎确诊病例3例（均为荆门市本土确诊病例，均已转至定点医疗机构救治），无症状感染者转确诊1例（为荆门市本土无症状感染者，已转至定点医疗机构救治）；新增无症状感染者3例（均为本土无症状感染者，荆门市2例，黄冈市1例）。
8月13日，湖北省新增新冠肺炎确诊病例3例（均为荆门市本土确诊病例，均已转至定点医疗机构救治），无症状感染者转确诊1例（为荆门市本土无症状感染者，已转至定点医疗机构救治）。
8月16日，湖北省新增新冠肺炎确诊病例3例（均为荆门市本土确诊病例，均已转至定点医疗机构救治）。
8月17日，湖北省新增境外输入新冠肺炎确诊病例1例。
8月20日，湖北省新增新冠肺炎本土确诊病例1例（为荆门市在隔离点密切接触者第10轮筛查中检出）。
8月21日，湖北省新增境外输入新冠肺炎确诊病例2例（分别为德国和巴基斯坦输入）。
8月26日，湖北省新增境外输入新冠肺炎确诊病例1例（巴基斯坦输入）。

### 2021年9月
9月1日，湖北省新增境外输入新冠肺炎确诊病例1例（为巴基斯坦输入）。
9月8日，湖北省新增境外输入新冠肺炎确诊病例1例（为巴基斯坦输入）。
9月18日，湖北省新增境外输入新冠肺炎确诊病例3例（均为巴基斯坦输入）。
9月22日，湖北省新增境外输入新冠肺炎确诊病例2例（均为巴基斯坦输入）。
9月24日，湖北省新增境外输入新冠肺炎确诊病例1例（为巴基斯坦输入）。

### 2021年10月
10月6日，湖北省新增境外输入新冠肺炎确诊病例1例（为巴基斯坦输入）。
10月13日，湖北省新增境外输入新冠肺炎确诊病例1例（为新加坡输入）。
10月15日，湖北省新增境外输入新冠肺炎确诊病例3例（均为新加坡输入）。
10月20日，湖北省新增外省输入确诊病例2例，新增病例均为广州籍，9月25日从广州出发，自驾前往内蒙古、甘肃旅游，途经湖北、陕西等省，10月9日—10月14日有在内蒙古阿拉善盟额济纳旗、甘肃酒泉等地旅居史。
10月27日，湖北省新增境外输入新冠肺炎确诊病例1例（为巴基斯坦输入）。
10月29日，湖北省新增境外输入新冠肺炎确诊病例2例（均为新加坡输入）。
10月30日，湖北省新增境外输入新冠肺炎确诊病例1例（为新加坡输入）。

### 2021年11月
11月10日，湖北省新增境外输入新冠肺炎确诊病例2例（均为巴基斯坦输入）。

### 2021年12月
12月8日，湖北省新增境外输入新冠肺炎确诊病例4例（其中巴基斯坦2例，印度尼西亚2例）。
12月15日，湖北省新增境外输入新冠肺炎确诊病例1例（为巴基斯坦输入）。
12月29日，湖北省新增境外输入新冠肺炎确诊病例1例（为巴基斯坦输入）。

### 2022年1月
1月4日，湖北省新增境外输入新冠肺炎确诊病例2例（均为巴基斯坦输入）。
1月6日，湖北省新增境外输入新冠肺炎确诊病例1例（为巴基斯坦输入）。
1月27日，罗田县发现一例从外省返乡人员方某某（系外省确诊病例密接者），经两次核酸检测呈阳性。

### 2022年2月
2月19日，湖北省新增境外输入新冠肺炎确诊病例1例（普通型，为巴基斯坦输入）。
2月21日下午，3名外地来汉人员及1名密接者核酸检测结果为阳性。
2月21日22时至2月22日12时，武汉市新增核酸检测阳性感染者10例。截至2月22日12时，武汉市累计报告确诊病例和感染者14例，分布在6个区，其中4例为外地来汉人员。经新冠病毒变异位点核酸检测，初步鉴定为奥密克戎变异株。
2月22日12时至2月23日12时，武汉市新增核酸检测阳性感染者9例，在已管密切接触者常规核酸检测中发现，其中7例为此前通报的培训班学员。截至23日24时，湖北省新增本土确诊病例10例（均为武汉市确诊病例），新增本土无症状感染者1例（为武汉市无症状感染者），新增境外输入新冠肺炎确诊病例4例（为巴基斯坦输入），新增境外输入无症状感染者4例（为巴基斯坦输入）。
2月24日，湖北省新增本土确诊病例2例（均为武汉市确诊病例），新增境外输入新冠肺炎确诊病例1例（为巴基斯坦输入）。
2月26日，湖北省无新增本土病例，新增境外输入确诊病例2例（均为巴基斯坦输入）。
2月27日，湖北省新增本土确诊病例5例（均为武汉市确诊病例）。
2月28日，湖北省新增本土确诊病例2例（均为武汉市确诊病例），新增本土无症状感染者1例（为武汉市无症状感染者），新增境外输入确诊病例1例（为巴基斯坦输入）。

### 2022年3月
3月1日，湖北省无新增本土病例，新增境外输入确诊病例10例（其中印度尼西亚输入1例，尼泊尔输入9例）。
3月2日，湖北省新增本土确诊病例4例（均为武汉市确诊病例），新增境外输入确诊病例2例（均为巴基斯坦输入）。
3月3日，湖北省新增本土确诊病例4例（均为武汉市确诊病例）。
3月4日，湖北省新增本土确诊病例1例（为武汉市确诊病例），新增本土无症状感染者1例(为武汉市无症状感染者)。
3月5日，湖北省新增本土无症状感染者1例(为武汉市无症状感染者)。
3月6日，湖北省新增本土确诊病例2例（均为武汉市确诊病例）。
3月10日，湖北省新增本土无症状感染者1例(为咸宁市报告的外省来鄂人员)，新增境外输入确诊病例4例（其中韩国输入1例，柬埔寨输入3例）。
3月11日，湖北省新增境外输入确诊病例2例（其中韩国输入1例，柬埔寨输入1例）。
3月14日，新增境外输入确诊病例1例（为柬埔寨输入）。
3月15日，新增本土确诊病例1例（为十堰市报告的外省来鄂人员）。
3月19日，新增境外输入确诊病例3例（均为罗马尼亚输入）。
3月23日，湖北省新增本土无症状感染者1例（为咸宁市报告外省来鄂人员）。
3月27日，新增本土无症状感染者2例（其中1例为鄂州市报告外省来鄂人员，1例为黄冈市报告外省来鄂人员）。
3月29日，新增本土无症状感染者1例（为黄冈市报告外省来鄂人员）。
3月30日，新增本土无症状感染者5例（其中3例分别为襄阳市、孝感市、黄冈市报告外省来鄂人员，2例为孝感市报告继发无症状感染者）。
3月31日，新增本土无症状感染者5例（其中3例为黄石市报告外省来鄂人员，1例为鄂州市报告外省来鄂人员，1例为随州市本土无症状感染者）。

### 2022年4月
4月1日，新增本土无症状感染者11例（其中2例为武汉市报告外省病例密接协查人员，2例为黄石市报告外省来鄂人员，2例为孝感市继发无症状感染者，5例为随州市本土无症状感染者）。
4月2日，新增本土无症状感染者18例（其中1例为武汉市报告外省来鄂人员，1例为黄石市报告外省来鄂人员，2例为黄石市报告继发无症状感染者，14例为随州市本土无症状感染者。）
4月3日，新增本土无症状感染者9例（其中1例为武汉市报告继发无症状感染者，1例为黄石市报告外省来鄂人员，1例为黄石市报告继发无症状感染者，2例为荆州市报告外省来鄂人员，4例为随州市本土无症状感染者）。
4月4日，新增本土无症状感染者16例（其中1 例为武汉市东西湖区报告外省来鄂人员， 2例为武汉市武昌区报告继发无症状感染者，1例为鄂州市报告外省来鄂人员，1例为随州市报告外省来鄂人员，11例为随州市本土无症状感染者）。
4月5日，新增本土无症状感染者6例（其中1例为武汉市集中隔离医学观察的密切接触人员，1例为鄂州市报告外省来鄂人员，2例为黄石市报告外省来鄂人员，2例为随州市集中隔离医学观察的密切接触人员）。
4月6日，湖北省新增本土无症状感染者4例（其中1例为武汉市集中隔离医学观察的密切接触人员，3例为随州市集中隔离医学观察的密切接触人员）。
4月7日，湖北省新增本土无症状感染者3例（其中1例为武汉市集中隔离医学观察的密切接触人员，2例为武汉市报告的外省来鄂人员）。
4月8日，新增本土无症状感染者2例（其中1例为武汉市新洲区集中隔离医学观察的密切接触人员，1例为武汉市江汉区扩面核酸检测阳性者）。
4月9日，新增本土确诊病例1例（为恩施州报告的外省来鄂人员），新增本土无症状感染者16例（其中武汉市10例，随州市3例，黄冈市2例，恩施州1例）。
4月10日，新增本土无症状感染者33例（其中武汉市12例，黄冈市10例，鄂州8例，恩施州2例，随州市1例）。
4月11日，新增本土确诊病例1例（为黄冈市确诊病例），新增本土无症状感染者36例（其中武汉市12例，鄂州市12例，黄冈市7例，十堰市3例，荆门市1例，恩施州1例）。
4月12日，新增本土确诊病例1例（为宜昌市报告外省来鄂人员），新增本土无症状感染者44例（其中武汉市7例，鄂州市16例，荆门市1例，黄冈市20例）。
4月13日，新增本土无症状感染者42例（其中武汉市22例中17例为外省返鄂人员，鄂州市17例，黄冈市2例，宜昌市1例为外省返鄂人员）。
4月14日，新增本土确诊病例1例（为武汉市确诊病例），新增本土无症状感染者29例（其中武汉市13例中7例为外省返鄂人员，鄂州市9例，黄冈市6例中1例为外省返鄂人员，恩施州1例为外省返鄂人员）。
4月15日，新增本土无症状感染者41例（其中武汉市28例中13例为外省来鄂人员，鄂州市9例，黄冈市4例中1例为外省来鄂人员）。
4月16日，新增本土无症状感染者12例（其中武汉市7例中3例为外省来鄂人员，鄂州市4例，黄冈市1例为外省来鄂人员）。
4月17日，新增本土无症状感染者11例（其中武汉市5例中1例为外省来鄂人员，鄂州市5例，黄冈市1例为外省来鄂人员）。
4月18日，新增本土确诊病例1例(为武汉市确诊病例)，新增本土无症状感染者13例（其中武汉市4例中1例为外省来鄂人员，鄂州市7例，随州市1例，恩施州1例为外省来鄂人员）。
4月19日，新增本土无症状感染者4例（其中宜昌市1例为外省来鄂人员，鄂州市1例，黄冈市2例中1例为外省来鄂人员）。
4月20日，新增本土无症状感染者3例（宜昌市2例，孝感市1例,均为外省来鄂人员）。
4月22日，新增本土确诊病例1例（为武汉市确诊病例），新增本土无症状感染者2例（其中武汉市1例，宜昌市1例为外省来鄂人员）。
4月23日，新增本土确诊病例1例（为武汉市报告外省来鄂人员），新增本土无症状感染者3例（其中武汉市2例中有1例为外省来鄂人员，恩施州1例为外省来鄂人员）。
4月24日，新增本土无症状感染者2例（在武汉市）。
4月25日，新增本土无症状感染者3例（在武汉市）。
4月26日，新增本土无症状感染者2例（均为襄阳市报告外省来鄂人员）。
4月28日，新增本土无症状感染者7例（其中襄阳市4例均为外省来鄂人员，黄冈市2例，咸宁市1例为外省来鄂人员）。
4月29日，新增本土无症状感染者1例（在黄冈市）。

### 2022年5月
5月3日，新增本土无症状感染者1例（为黄冈市报告外省来鄂人员）。
5月4日，新增本土无症状感染者1例（为武汉市报告外省来鄂人员）。
5月7日，新增本土无症状感染者1例（为恩施州报告外省来鄂人员）。
5月10日，新增本土无症状感染者2例（恩施州1例,潜江市1例,均为外省来鄂人员）。
5月12日，天门市发现1例外省输入复阳无症状感染者，该人员4月10日入住上海方舱医院，4月17日出院。4月30日10：00包车由上海到达天门随岳高速天门出口，社区工作人员引导至汇侨分院隔离点集中隔离。
5月13日，湖北省新增本土无症状感染者1例（为荆门市报告外省来鄂人员）。
5月15日，湖北省新增本土无症状感染者4例（均为荆门市报告外省来鄂人员）。
5月17日，湖北省新增本土无症状感染者1例（为随州市报告外省来鄂人员）。
5月19日，湖北省新增本土无症状感染者1例（为鄂州市报告外省来鄂人员）。
5月20日，湖北省新增本土无症状感染者1例（为鄂州市报告上海市来鄂人员）。
5月28日，湖北省新增本土确诊病例1例（为武汉市报告外省来鄂人员）。

### 2022年6月
6月16日，新增境外输入确诊病例1例（为巴基斯坦输入）。
6月17日，新增境外输入确诊病例1例（为巴基斯坦输入），新增境外输入无症状感染者1例（为韩国输入）。
6月26日，新增境外输入确诊病例1例（为韩国输入），新增境外输入无症状感染者1例（为韩国输入）。
6月30日，新增本土无症状感染者2例（为武汉市报告口岸闭环管理人员）。

### 2022年7月
7月4日，新增境外输入确诊病例1例（为巴基斯坦输入）。
7月15日，新增境外输入确诊病例1例（为土耳其输入）。
7月16日，新增境外输入确诊病例1例（为土耳其输入）。
7月18日，新增境外输入确诊病例1例（为土耳其输入）。
7月26日，武汉市江夏区在常态化便民核酸检测中发现2例无症状感染者，后迅速对密接人员开展流调排查，又发现2例无症状感染者。
7月27日，新增本土无症状感染者2例（为武汉市报告隔离管控人员）。

### 2022年8月
8月7日，新增本土确诊病例1例（为潜江市报告），新增本土无症状感染者9例（均为潜江市报告）。
8月8日，新增本土无症状感染者4例（均为潜江市报告）。
8月9日，新增本土确诊病例1例（为潜江市报告），新增本土无症状感染者24例（均为潜江市报告）。
8月10日，新增本土无症状感染者8例（潜江市5例，十堰市3例）。
8月11日，新增本土无症状感染者6例（潜江市1例，十堰市5例）。
8月12日，新增本土无症状感染者9例（均为十堰市报告）。
8月13日，新增本土确诊病例1例（为十堰市报告），新增本土无症状感染者3例（均为十堰市报告）。
8月14日，新增本土无症状感染者10例（武汉市报告5例，系外省返鄂闭环管控人员；十堰市报告5例）。
8月15日，新增本土无症状感染者11例（武汉市2例，系外省返鄂闭环管控人员；十堰市9例）。
8月16日，新增本土无症状感染者6例（武汉市1例，系外省返鄂闭环管控人员；十堰市5例）。
8月18日，新增本土无症状感染者14例（武汉市1例系外省返鄂闭环管控人员，十堰市4例，襄阳市9例）。
8月19日，新增本土确诊病例1例（为襄阳市报告），新增本土无症状感染者14例（十堰市8例，襄阳市6例）。
8月20日，新增本土确诊病例1例（为襄阳市报告），新增本土无症状感染者15例（十堰市9例，襄阳市6例）。
8月21日，新增本土确诊病例1例（为襄阳市报告），新增本土无症状感染者10例（十堰市3例，襄阳市7例）。
8月22日，新增本土确诊病例3例（均为襄阳市报告），新增本土无症状感染者8例（武汉市1例，系外省返鄂闭环管控人员；襄阳市7例）。
8月23日，新增本土确诊病例2例（均为襄阳市报告），新增本土无症状感染者9例（均为襄阳市报告）。
8月24日，新增本土确诊病例1例（为襄阳市报告），新增本土无症状感染者12例（武汉市8例，襄阳市4例）。
8月25日，新增本土无症状感染者13例（武汉市8例，十堰市1例，襄阳市4例，其中武汉市2例、十堰市1例为外省返鄂闭环管控人员）。
8月26日，新增本土确诊病例1例（为武汉市报告），新增本土无症状感染者15例（武汉市11例；荆州市4例为外省返鄂闭环管控人员）。
8月27日，新增本土无症状感染者12例（武汉市10例，襄阳市1例；荆州市1例为外省返鄂闭环管控人员）。
8月28日，新增本土无症状感染者27例（武汉市26例；荆州市1例为外省返鄂闭环管控人员）。
8月29日，新增本土无症状感染者32例（武汉市25例，鄂州市1例为外省返鄂人员，荆州市3例及天门市3例均为外省返鄂闭环管控人员）。
8月30日，新增本土确诊病例1例（武汉市1例），新增本土无症状感染者27例（武汉市22例，荆州市2例，孝感市3例）。
8月31日，新增本土确诊病例1例（武汉市1例），新增本土无症状感染者31例（武汉市17例、鄂州市4例、孝感市9例、天门市1例）。

### 2022年9月
9月1日，新增本土无症状感染者20例（武汉市15例、孝感市4例、黄冈市1例）。
9月2日，新增本土确诊病例2例（均为武汉市报告），新增本土无症状感染者25例（武汉市9例、荆州市4例、孝感市12例）。
9月3日，新增本土无症状感染者16例（武汉市12例、荆州市2例、孝感市2例）。
9月4日，新增本土无症状感染者18例（武汉市9例、孝感市9例）。
9月5日，新增本土无症状感染者15例（武汉市2例，孝感市12例，潜江市1例）。
9月6日，新增本土无症状感染者7例（均为孝感市报告）。
9月7日，新增本土无症状感染者12例（孝感市8例，恩施市4例）。
9月8日，新增本土无症状感染者12例（孝感市1例，恩施州11例）。
9月9日，新增本土确诊病例1例（恩施州1例），新增本土无症状感染者39例（武汉市1例，恩施州38例）。
9月10日，新增本土无症状感染者45例（恩施州45例）。
9月11日，新增本土无症状感染者38例（武汉市1例，恩施州37例）。
9月12日，新增本土无症状感染者32例（恩施州32例）。
9月13日，新增本土无症状感染者18例（恩施州18例）。
9月14日，新增本土无症状感染者30例（武汉市1例，恩施州29例）。
9月15日，新增本土无症状感染者30例（武汉市2例，系西藏来鄂闭环管控人员；恩施州28例）。
9月16日，新增本土无症状感染者25例（恩施州25例）。
9月17日，新增本土无症状感染者12例（随州市2例，恩施州10例）。
9月18日，新增本土无症状感染者1例（随州市1例）。
9月19日，新增本土无症状感染者11例（鄂州市4例，恩施州7例）。
9月20日，新增本土无症状感染者9例（恩施州来凤县9例）。
9月21日，新增本土无症状感染者19例（武汉市2例，襄阳市1例，恩施州16例）。
9月22日，新增本土无症状感染者16例（荆州市4例，在监利市，系西藏返鄂闭环管控人员；鄂州市3例，在鄂城区，系隔离管控人员；恩施州9例，在来凤县，系隔离管控人员）。
9月23日，新增本土无症状感染者1例（在潜江市，系西藏返鄂闭环管控人员），新增境外输入确诊病例1例（为德国输入，轻型）。
9月25日，新增本土无症状感染者2例（武汉市2例，均为新疆来鄂闭环管控人员）。
9月26日，新增境外输入确诊病例1例（为印度尼西亚输入，轻型）。
9月27日，新增本土无症状感染者12例（武汉市9例，荆州市3例）。
9月28日，新增本土无症状感染者6例（武汉市3例；荆州市3例，其中1例为新疆返鄂闭环管控人员）。
9月29日，新增本土无症状感染者4例（武汉市3例，荆州市1例）。

### 2022年10月
10月1日，新增本土确诊病例1例（武汉市1例，轻型，重点人员检测发现），新增本土无症状感染者5例（武汉市1例，襄阳市1例，荆门市1例，随州市2例，均为新疆来返鄂闭环转运人员和落地检中发现）。
10月2日，新增本土无症状感染者4例（荆州市3例；荆门市1例，系新疆来鄂闭环管控人员）。
10月3日，新增本土无症状感染者9例（武汉市2例，系新疆来鄂闭环管控人员；荆州市4例；孝感市3例，系新疆来鄂闭环管控人员）。
10月4日，新增本土无症状感染者18例（武汉市9例，黄石市1例，荆门市1例，孝感市1例，均系新疆来鄂闭环管控人员；襄阳市1例，为内蒙古来鄂人员；荆州市5例）。
10月5日，新增本土无症状感染者46例（武汉市11例，襄阳市1例，宜昌市1例，荆州市13例、荆门市6例，鄂州市1例，随州市3例，仙桃市9例，天门市1例）。
10月6日，新增本土无症状感染者56例（荆州市10例，荆门市3例，十堰市4例，随州市1例，均在新疆来鄂闭环管控人员和隔离点检出；武汉市24例，其中15例在隔离点检出；黄冈市4例，其中1例在隔离点检出；恩施州1例；仙桃市9例，其中7例在隔离点检出）。
10月7日，新增本土无症状感染者108例（十堰市1例，宜昌市3例，黄冈市9例，荆门市9例，天门市1例，恩施州3例，均在新疆来鄂闭环管控人员和隔离点检出；武汉市22例，其中20例在新疆来鄂闭环管控人员和隔离点检出；鄂州市3例，均为西藏来鄂闭环管控人员；孝感市2例，其中1例为新疆来鄂闭环管控人员；荆州市20例，其中18例在新疆来鄂闭环管控人员和隔离点检出；仙桃市35例）。
10月8日，新增本土无症状感染者31例（武汉6例，其中5例为隔离点检出；荆州9例，其中5例为新疆来鄂闭环管控人员和隔离点检出，4例为管控区检出；荆门1例，黄冈1例，恩施3例，仙桃11例，均为隔离点检出）。
10月9日，新增本土无症状感染者48例（荆州市15例，均为隔离点检出；荆门市10例，均为隔离点检出；黄冈市8例，其中7例为新疆来鄂闭环管控人员，1例为隔离点检出；仙桃市8例，均为隔离点检出；襄阳市2例，其中1例为隔离点检出；恩施州2例；武汉市1例；十堰市1例；宜昌市1例为隔离点检出）。
10月10日，新增本土无症状感染者29例（荆州市8例，均为管控区检出；荆门市5例，仙桃市5例，襄阳市3例，十堰市2例，均为隔离点检出；黄冈市2例，恩施州2例，武汉市1例，宜昌市1例，均为外省来鄂闭环管控人员和隔离点检出）。
10月11日，新增本土无症状感染者9例（宜昌市2例，荆门市2例，均为隔离点检出；武汉市1例；十堰市1例，居家隔离检出；荆州市1例，为河南返鄂闭环管控人员；黄冈市1例，为新疆返鄂闭环管控人员；仙桃市1例，隔离点检出）。
10月12日，新增本土无症状感染者15例（武汉市5例，其中3例为外省来鄂人员和隔离点检出；宜昌市2例，均为管控人员检出；荆门市2例，随州市2例，黄石市1例，仙桃市1例，均为隔离点检出；十堰市1例，居家隔离检出；黄冈市1例，为新疆来鄂闭环管控人员）。
10月13日，新增本土无症状感染者22例（武汉市13例，其中1例为甘肃来鄂闭环管控人员，8例为管控区检出；荆门市3例，其中2例为隔离点检出；十堰市2例，其中1例为居家隔离检出；襄阳市2例，其中1例为甘肃来鄂闭环管控人员；荆州市2例，均为隔离点检出）。
10月14日，新增本土确诊病例1例（黄石市报告，为轻型，重点人群筛查发现），新增本土无症状感染者37例（武汉市27例，其中22例为管控区检出；随州市6例，其中5例为隔离点检出，1例为居家隔离检出；黄冈市2例，均为重点人群筛查发现；襄阳市1例，荆州市1例，均为隔离点检出）。
10月15日，新增本土无症状感染者29例（武汉市25例，其中23例为隔离点和管控区检出；随州市2例，孝感市1例，黄冈市1例，均为隔离点检出）。
10月16日，新增本土无症状感染者23例（武汉市16例，其中5例为隔离点检出，5例为管控区筛查发现，2例为居家隔离检出；随州市5例，宜昌市1例，均为隔离点检出；潜江市1例），新增境外输入确诊病例1例（土耳其输入，轻型）。
10月17日，新增本土确诊病例5例（襄阳市5例），新增本土无症状感染者32例（襄阳市15例，均为隔离点检出；武汉市13例，其中9例为管控区和隔离点检出；随州市2例，荆州市1例，孝感市1例，均为隔离点检出）。
10月18日，新增本土无症状感染者39例（襄阳市18例，其中16例为隔离点检出；武汉市16例，其中7例为隔离点检出，5例为管控区检出；荆门市3例，随州市2例，均为隔离点检出）。
10月19日，新增本土无症状感染者30例（武汉市14例，其中10例为管控区和隔离点检出；荆门市9例，均为管控区和隔离点检出；襄阳市7例，其中3例为隔离点检出）。
10月20日，新增本土无症状感染者40例（武汉市17例，其中6例为隔离点检出，2例为管控区检出；襄阳市13例，其中5例为隔离点检出，8例为管控区检出；荆门市9例，其中4例为隔离点检出，5例为管控区检出；恩施州1例）。
10月21日，新增本土无症状感染者37例（襄阳市16例，其中14例为隔离点检出，2例为管控区检出；武汉市14例，其中7例为隔离点检出，3例为管控区检出；荆门市7例，其中5例为隔离点检出，2例为管控区检出）。
10月22日，新增本土无症状感染者39例（襄阳市19例，均为隔离点和管控区检出；武汉市14例，其中9例为隔离点和管控区检出；荆门市5例，均为隔离点和管控区检出；恩施州1例，为管控区检出），新增境外输入确诊病例1例（为印度尼西亚输入，轻型）。
10月23日，新增本土确诊病例1例（武汉市1例，轻型），新增本土无症状感染者28例（武汉市12例，其中4例为隔离点检出，3例为管控区检出；襄阳市10例，其中9例为隔离点检出，1例为管控区检出；荆门市4例，其中2例为隔离点检出，1例为管控区检出；荆州市1例，恩施州1例，均为管控区检出）。
10月24日，新增本土无症状感染者27例（武汉市15例，其中6例为隔离点检出，6例为管控区检出；宜昌市7例，其中6例为隔离点检出；荆门市3例，襄阳市2例，均为隔离点检出）。
10月25日，新增本土无症状感染者32例（武汉市18例，其中7例为隔离点检出，5例为管控区检出；宜昌市5例，其中3例为隔离点检出，2例为管控区检出；荆门市3例，其中1例为隔离点检出，2例为管控区检出；荆州市2例，均为新疆来鄂闭环管控人员；天门市2例，襄阳市1例，为管控区检出；仙桃市1例）。
10月26日，新增本土无症状感染者53例（武汉市25例，其中12例为隔离点检出，7例为管控区检出；天门市16例，其中9例为隔离点检出，7例为管控区检出；宜昌市11例，其中8例为隔离点检出，3例为管控区检出；荆门市1例，为隔离点检出）。
10月27日，新增本土无症状感染者57例（武汉市28例，其中20例为隔离点检出，2例为管控区检出；宜昌市17例，其中13例为隔离点检出，2例为管控区检出；天门市9例，其中6例为隔离点检出，2例为管控区检出，1例为居家隔离检出；荆州市2例；襄阳市1例，为外省来鄂闭环管控人员）。
10月28日，新增本土无症状感染者70例（武汉市38例，其中15例为隔离点检出，13例为管控区检出；天门市13例，均为隔离点检出；宜昌市8例，其中7例为隔离点检出，1例为管控区检出；襄阳市7例，其中3例为隔离点检出；荆州市2例，其中1例为隔离点检出，1例为管控区检出；荆门市2例，其中1例为隔离点检出）。
10月29日，新增本土无症状感染者96例（襄阳市44例，均为隔离点检出；武汉市41例，其中24例为隔离点检出，12例为管控区检出，1例为居家隔离检出；宜昌市7例，其中4例为隔离点检出，3例为管控区检出；天门市3例，其中2例为隔离点检出，1例为管控区检出；荆门市1例，为隔离点检出）。
10月30日，新增本土无症状感染者82例（武汉市50例，其中22例为隔离点检出，25例为管控区检出，1例为居家隔离检出；襄阳市18例，其中17例为隔离点检出，1例为管控区检出；宜昌市6例，均为隔离点检出；黄冈市3例，其中2例为隔离点检出；天门市3例，均为管控区检出；荆门市1例，仙桃市1例，均为隔离点检出）。

## 外部連結
- 湖北省卫生健康委员会